# 桐汭街道
桐汭街道，是中华人民共和国安徽省宣城市广德市下辖的一个街道办事处。为广德市人民政府驻地。2021年由桃州镇析置。

## 行政区划
桐汭街道下辖以下地区：
景贤社区、万桂山社区、大木桥社区、红旗社区、苏觉社区和天寿社区。